# جفتون (بازیکن فوتبال)
جفتون (به پرتغالی: Jefthon Ferreira de Sena) مدافع اهل برزیل است که در شهر ایتابونا و در تاریخ ۳ ژانویهٔ ۱۹۸۲ به دنیا آمده‌است.
جفتون در تیم‌های فوتبال PSTC سابقهٔ حضور دارد.